# 山北純嗣
山北 純嗣（やまきた じゅんし、1991年9月28日 - ）は、トップチャレンジリーグコカ・コーラレッドスパークスに所属するラグビー選手。

## プロフィール
- 福岡県出身[1]。
- ポジションはセンター(CTB)。
- 身長 178cm、体重 85kg

## 略歴
ラグビーを始めたきっかけは叔父さん、従兄弟の影響から。
2010年、東福岡高校卒業後、中央大学に入学する。なお東福岡高校時代、高校日本代表候補に選ばれたことがある
2013年、中央大学ラグビー部の主将に就任した。
2014年、中央大学卒業後、コカ・コーラレッドスパークスに加入。同年12月13日に行われたジャパンラグビートップリーグ2ndステージ第3節のNECグリーンロケッツ戦にて先発出場で公式戦初出場を果たす。